# Dufekfjellet
Dufekfjellet är ett berg i Antarktis. Det ligger i Östantarktis. Norge gör anspråk på området. Toppen på Dufekfjellet är 2 873 meter över havet.
Terrängen runt Dufekfjellet är huvudsakligen kuperad, men norrut är den bergig. Trakten är obefolkad. Det finns inga samhällen i närheten. 